# Halina Bielińska
Halina Bielińska est une réalisatrice polonaise, née le 14 août 1914 à Varsovie et morte dans la même ville le 13 octobre 1989.

## Biographie
Diplômée de l'Académie des beaux-arts de Varsovie, Halina Bielińska est une pionnière dans la réalisation de film d'animation polonais.

## Filmographie
- 1969 : Piąta rano
- 1967 : Dziadek do orzechów
- 1965 : Sam pośród miasta
- 1963 : Godzina pąsowej róży
- 1961 : Szczęściarz Antoni, avec Włodzimierz Haupe
- 1959 : La Relève de la garde (Zmiana warty), avec Włodzimierz Haupe (court-métrage)
- 1954 : Janosik – premier film d'animation polonais, avec Włodzimierz Haupe.

## Distinctions
- Croix de Chevalier dans l'Ordre Polonia Restituta
- Palme d'or du court métrage en 1959 pour Zmiana warty (avec Włodzimierz Haupe).